# Henry Bentinck, 1:e hertig av Portland
Henry Bentinck, 1:e hertig av Portland och markis av Titchfield, född 17 mars 1682, död 4 juli 1726, var son till William Bentinck, 1:e earl av Portland.
Han var parlamentsledamot 1705–1708, med plats i överhuset från 1709, då han ärvde hertigtiteln från sin far. Han utsågs senare till överste för Horse Guards. 1719 var han en stiftarna av Royal Academy of Music. 
Hertigen utsågs 1721 till guvernör över Jamaica (något han mottog med tacksamhet efter att ha förlorat mycket pengar i the South Sea Bubble) och dog i Spanish Town 1726. Hans kropp transporterades till England för begravning.
Gift 1704 med Lady Elizabeth Noel (1685–1737), dotter till Wriothesley Noel, 2:e earl av Gainsborough.

## Barn
- William Bentinck, 2:e hertig av Portland (1709–1762); gift 1734 med Lady Margaret Cavendish Harley (1715–1785)